# Palmeira (Republika Zielonego Przylądka)
Palmeira – miejscowość w Republice Zielonego Przylądka położona na wyspie Sal. Od lat '60 XX wieku, stanowi główny port morski wyspy, ośrodek rybołówstwa. Miejscowość zamieszkuje wg spisu powszechnego z 2010 r. 1420 osób. Łatwo dostępna z Espargos dzięki asfaltowej drodze. Kilka kilometrów na północ w miejscu zwanym Buracona znajdują się naturalny basen i jaskinia podwodna Olho Azul, stanowiące popularną atrakcję turystyczną.

## Galeria

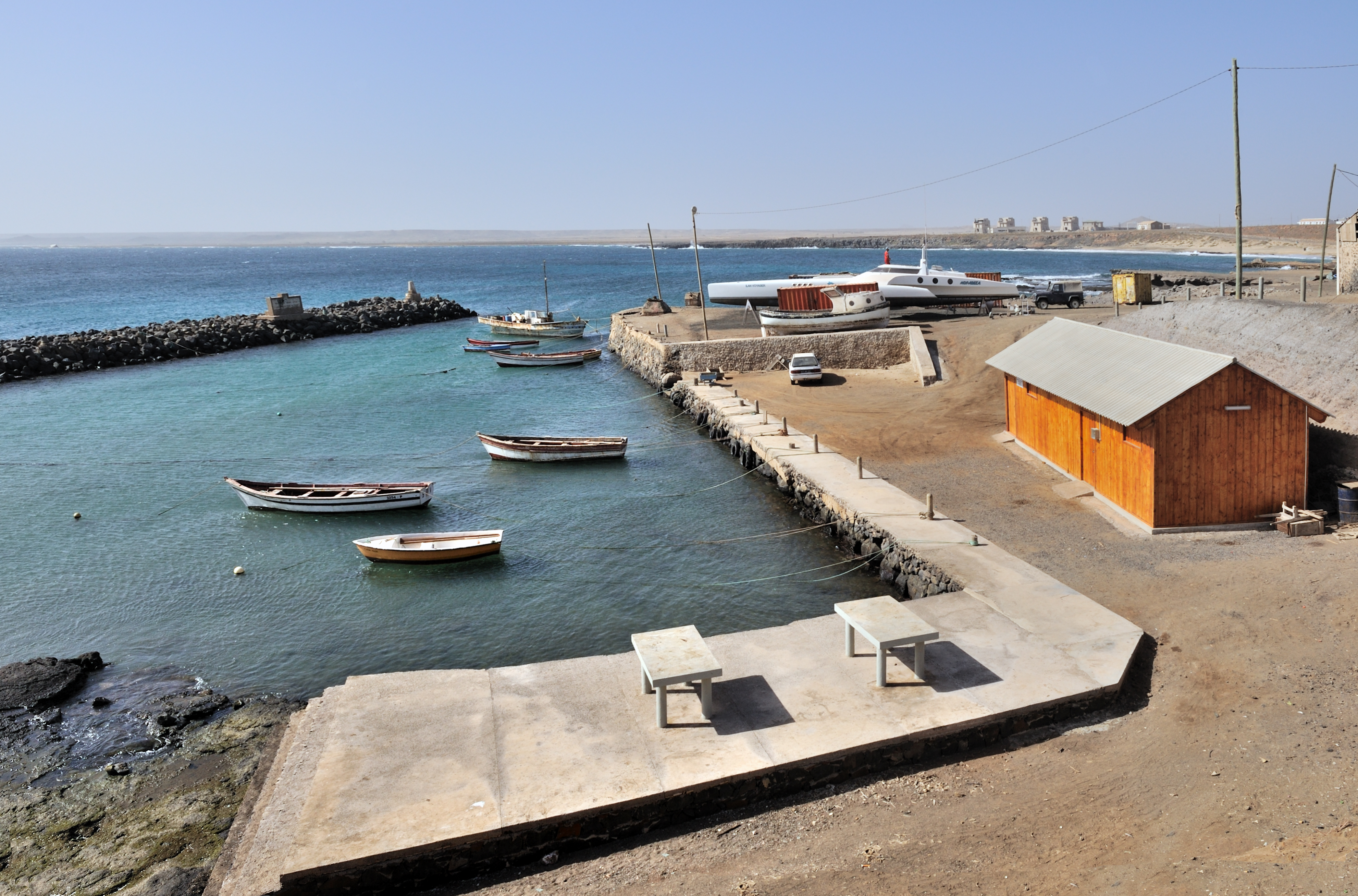
Nabrzeże portowe w Palmeirze
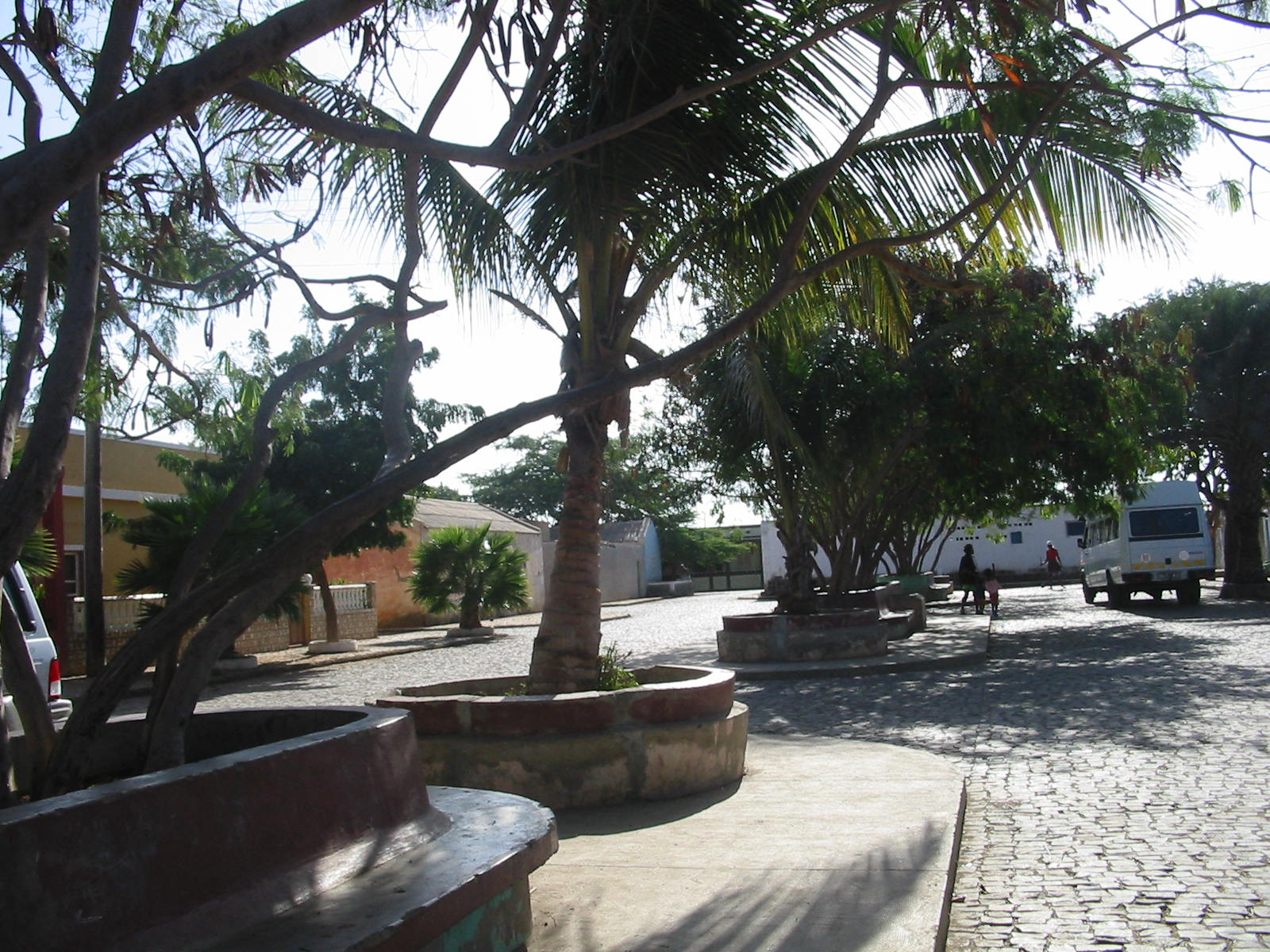
Palmy pośród uliczek Palmeiry
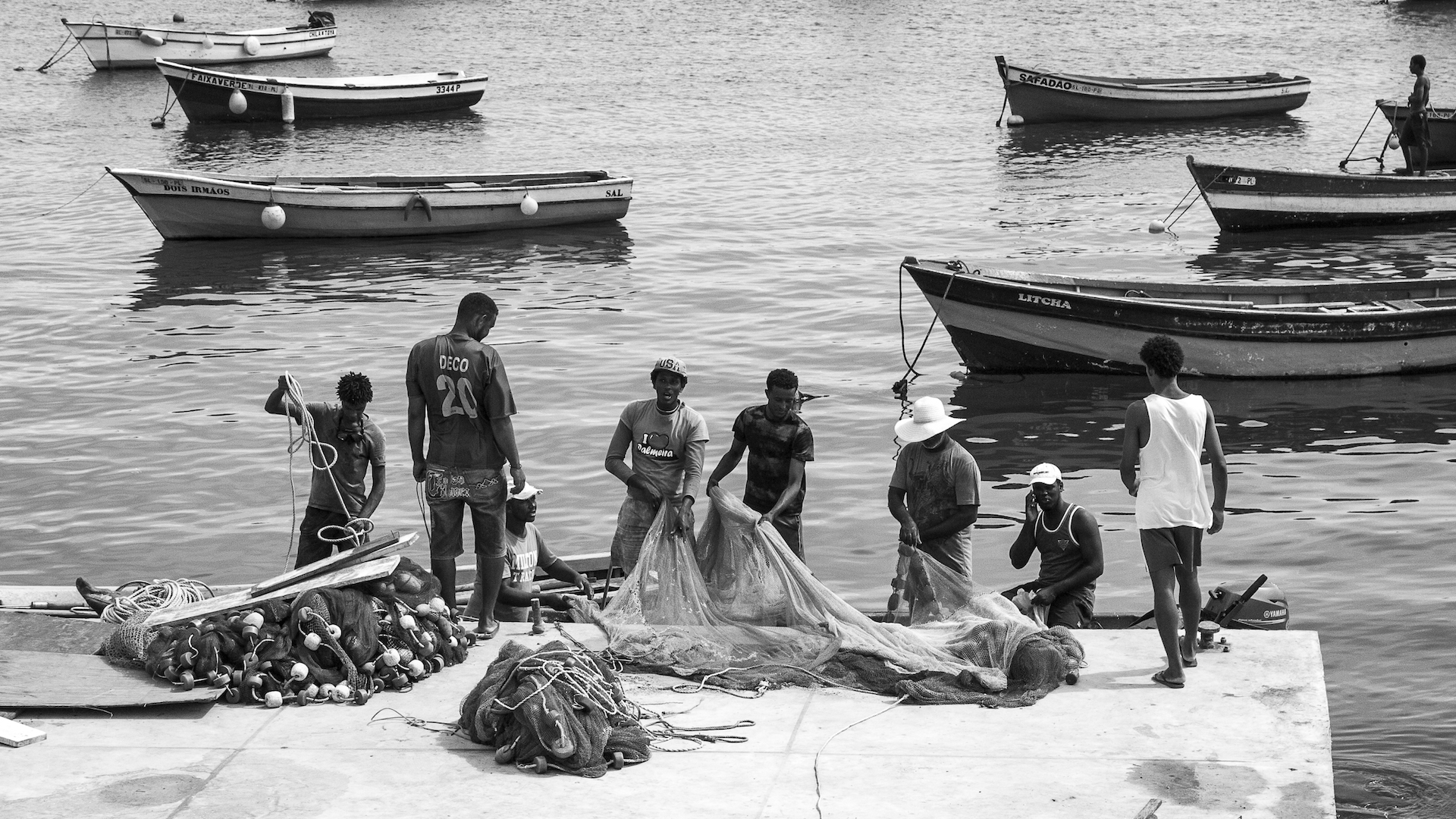
Rybacy w porcie
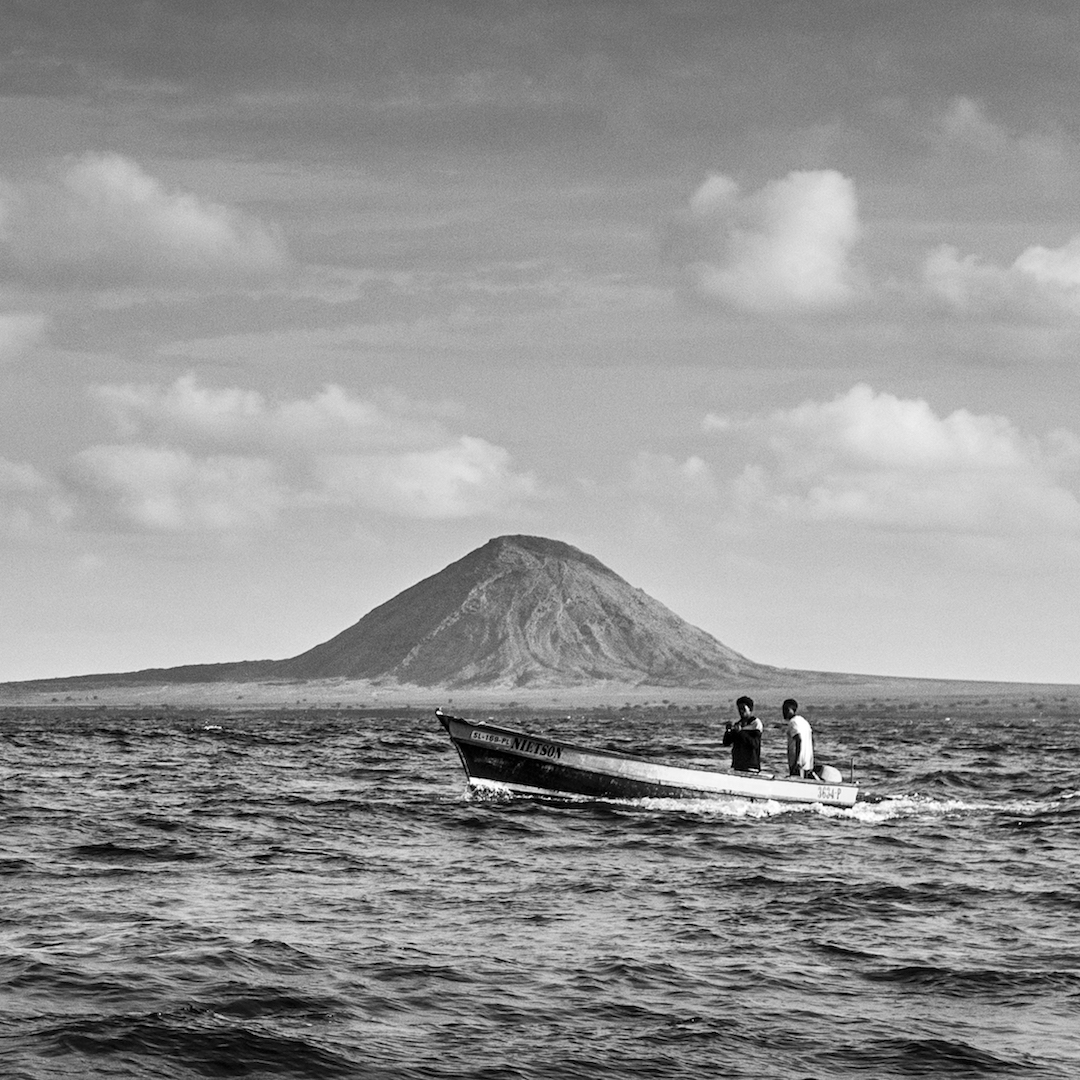
Rybacy wypływający w ocean w okolicy Palmeiry
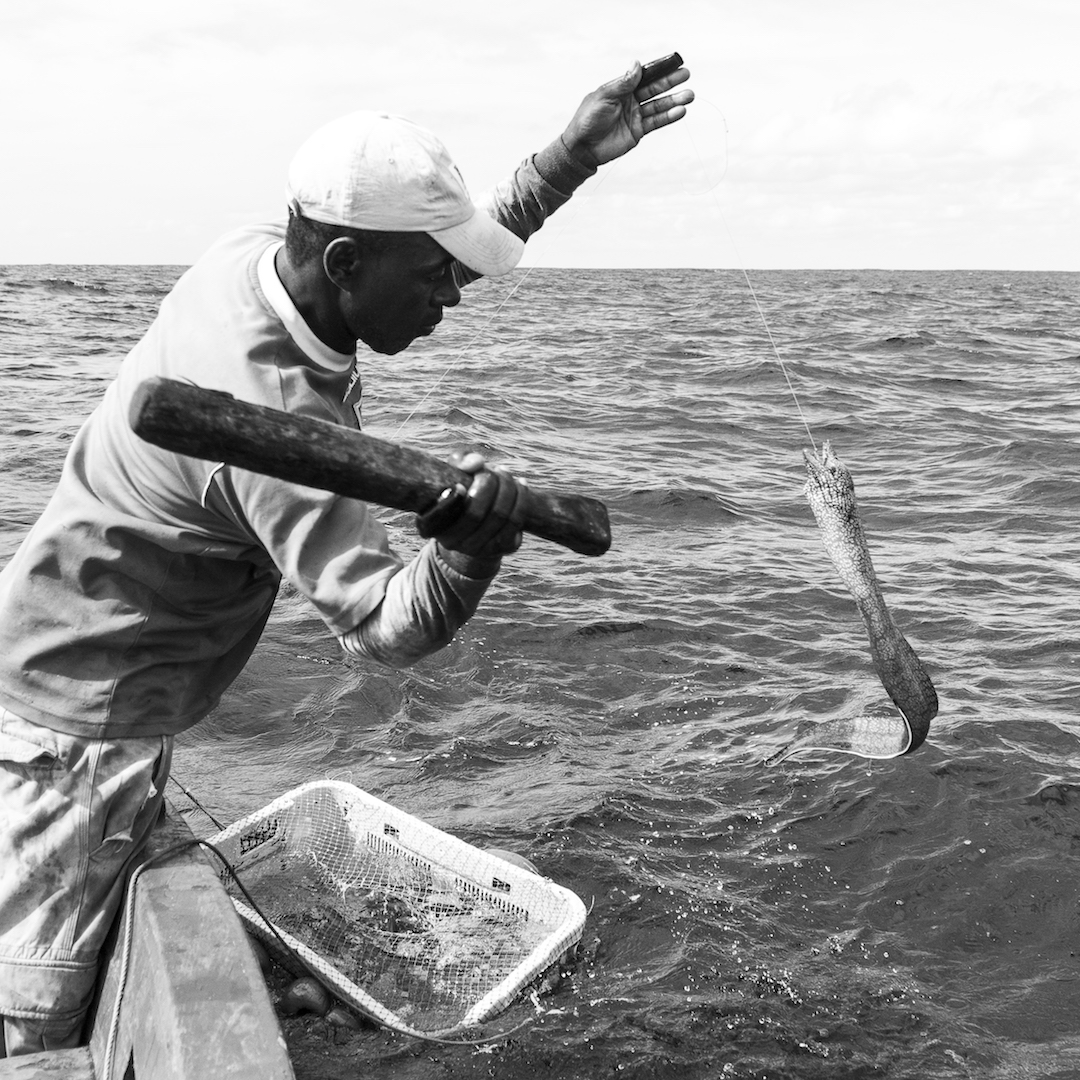
Tradycyjny połów ryb w okolicach Palmeiry
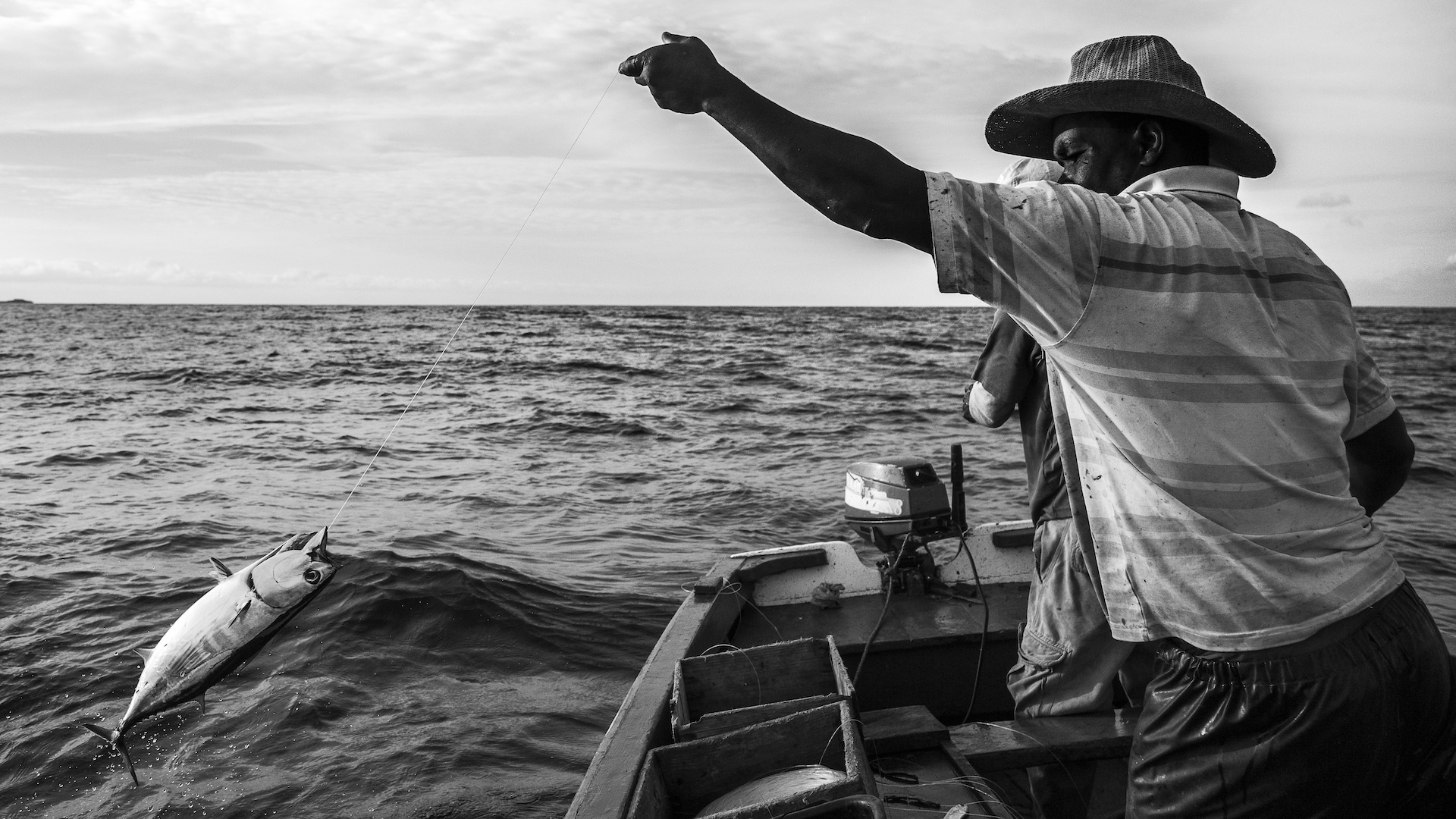
Tradycyjny połów ryb w okolicy Palmeiry
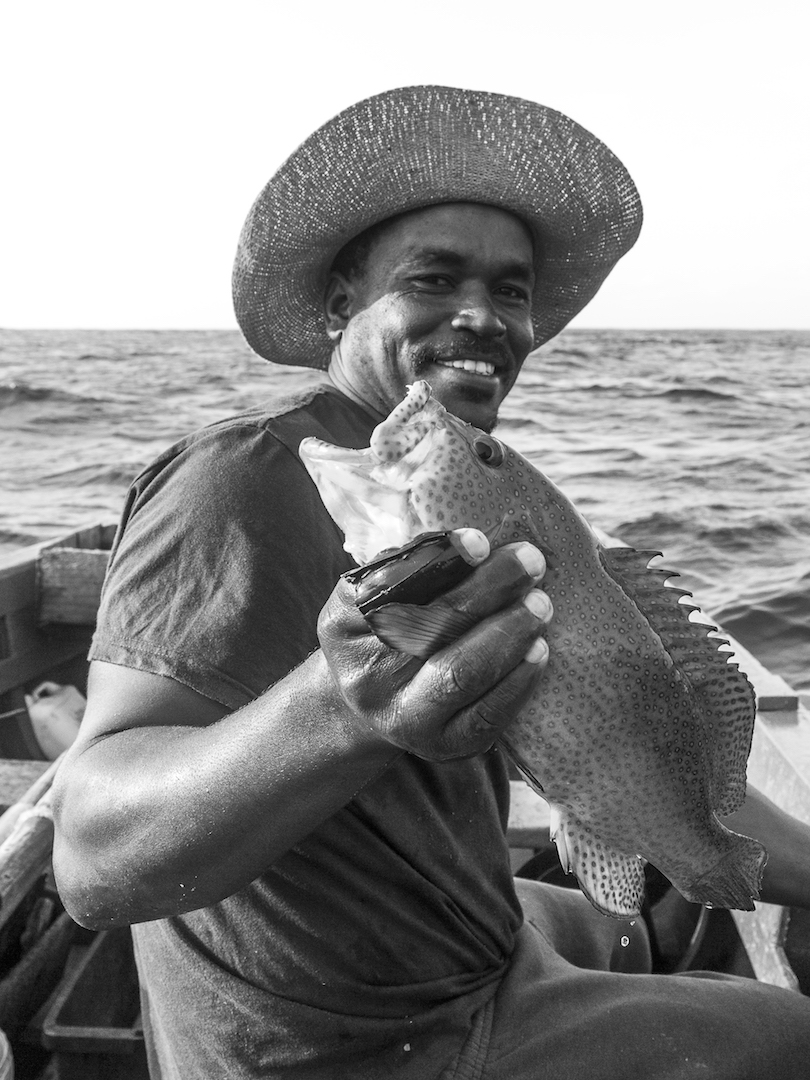
Tradycyjny połów ryb w okolicy Palmeiry